# Noviherbaspirillum denitrificans
Noviherbaspirillum denitrificans es una especie de bacteria gramnegativa del género Noviherbaspirillum. Fue descrita en el año 2017. Su etimología hace referencia a desnitrificación. Es anaerobia facultativa y móvil por uno o dos flagelos polares. Tiene un tamaño de 0,4-0,6 μm de ancho por 1,4-2,2 μm de largo. Forma colonias lisas, circulares, blancas y convexas. Catalasa y oxidasa positivas. Temperatura de crecimiento entre 10-42 °C, óptima de 30 °C. Tiene un contenido de G+C de 61,8%. Se ha aislado del suelo de un campo de arroz en Tokio, Japón. 